# Epipsilia obscurata
Epipsilia obscurata là một loài bướm đêm trong họ Noctuidae.